# NGC 5338
NGC 5338 est une petite galaxie lenticulaire relativement rapprochée et située dans la constellation de la Vierge. Sa vitesse par rapport au fond diffus cosmologique est de 1 081 ± 19 km/s, ce qui correspond à une distance de Hubble de 15,9 ± 1,2 Mpc (∼51,9 millions d'al). NGC 5338 a été découverte par l'astronome irlandais Lawrence Parsons en 1877.
NGC 5338 présente une large raie HI et elle renferme également des régions d'hydrogène ionisé.
À ce jour, deux mesures non basées sur le décalage vers le rouge (redshift) donnent une distance de 12,800 ± 0,000 Mpc (∼41,7 millions d'al), ce qui est à l'extérieur des valeurs de la distance de Hubble. Puisque cette galaxie est relativement rapprochée du Groupe local, cette distance est peut-être plus près de sa distance réelle que la distance de Hubble. Notons que c'est avec la valeur moyenne des mesures indépendantes, lorsqu'elles existent, que la base de données NASA/IPAC calcule le diamètre d'une galaxie.

## Supernova
La supernova SN 2006E a été découverte dans NGC 5338 le 8 décembre 2006 par l'astronome amateur américain Tim Puckett, par V. Reddy du programme LOSS (Lick Observatory Supernova Search) de l'observatoire Lick et par l'astronome italien Marco Migliardi membre de l'association CROSS de l'association astronomique de Cortina. Cette supernova était de type Ia. 

## Groupe de NGC 5364
Selon A.M. Garcia, la galaxie NGC 5338 fait partie du groupe de NGC 5364. Ce groupe de galaxies compte au moins sept membres. Les autres galaxies du groupe sont NGC 5300, NGC 5348, NGC 5356, NGC 5360, NGC 5363 et NGC 5364.
Sur le site « Un Atlas de l'Univers », Richard Powell mentionne aussi le groupe de NGC 5364, mais la galaxie NGC 5338 n'y figure pas.
Abraham Mahtessian mentionne aussi ce groupe, mais les galaxies NGC 5300 et NGC 5360 n'y figurent pas.
Le groupe de NGC 5364 fait partie de l'amas de la Vierge III, un des amas du superamas de la Vierge.